# 石井郁子
石井 郁子（いしい いくこ、1940年10月10日 - ）は、日本の政治家・教育学者。日本共産党名誉役員。元・衆議院議員（5期）、党中央委員会幹部会副委員長、常任幹部会委員、北京オリンピックを支援する議員の会メンバー。
教育学者としての専攻は教育学史。ナデジダ・クルプスカヤの教育思想・政策などを研究。
夫の石井守は元教員で、現在は大阪でフリースクール「特定非営利活動法人・石井子どもと文化研究所 くるみ」を運営。息子の石井逸郎は弁護士。

## 略歴
北海道芦別市生まれ。1959年 北海道三笠高等学校卒。1963年 北海道学芸大学（現・北海道教育大学）教育学部札幌校卒。
1971年 北海道大学大学院教育学研究科博士課程修了。1971年　大阪教育大学講師。1974年 同 助教授。
1986年 衆議院議員選挙初当選（旧大阪6区）。1996年、2000年、2003年、2005年 衆議院議員選挙4期連続当選（比例近畿ブロック）。2000年　党中央委員会幹部会副委員長（- 2010年）。
2009年7月21日　衆議院解散に伴い、政界を引退。
2010年 日本共産党第25回大会で名誉役員。

## 政策
- 選択的夫婦別姓制度に賛成[3]。また婚外子への差別的条項の削除を求める[4]。

## 活動
- 2000年5月に成立した、児童虐待防止法[5]の共同提案者の一人[6]。
- 2004年4月23日、裁判員裁判導入について日本共産党衆議院議員団団長として賛成の談話を出した[7]。
- 2006年4月26日に東京・永田町の参議院議員会館で行われた「共謀罪に反対する超党派国会議員と市民の緊急院内集会」の呼びかけ人を務めた[8]。
- 2006年5月23日、国立国会図書館法の一部を改正する法律案を提出[9]
- 2007年4月6日の第166回国会文部科学委員会第8号に於いて、石井は韓国の返還運動に答えるべきであるとして個人が所有する物も含めて朝鮮半島由来の文化財の韓国への返還を主張した[10]。

## 著書
- 『家族・それぞれの自立 体験的家庭教育論』 石井守共著. 教育史料出版会, 1985年5月
- 『子どもたちのすばらしさの発見 21世紀に向けて親は何ができるか』 あゆみ出版, 1985年3月. あゆみブックレット
- 『親の生きかた子の自立』 新日本出版社, 1987年9月
- 『はばたく子どもたち 登校拒否・不登校をのりこえて』 新日本出版社, 1999年4月

## 翻訳
- 『 クルプスカヤ選集 4 教師集団と集団主義』竹田正直,長江好道共訳 1969年
- 『クルプスカヤ選集 8 婦人の解放と教育』関啓子共訳 1976年
- 『低学年の発達の授業 教師との対話』ザンコフ 明治図書出版, 1982年5月